# Sadness
 (octobre 2023).
Si vous disposez d'ouvrages ou d'articles de référence ou si vous connaissez des sites web de qualité traitant du thème abordé ici, merci de compléter l'article en donnant les références utiles à sa vérifiabilité et en les liant à la section « Notes et références ».
Sadness (en français : « tristesse ») est un projet de jeu vidéo de genre survival horror, développé par Nibris en exclusivité pour la console Wii. Initialement, le jeu suscite un grand intérêt en raison de ses concepts de gameplay originaux, comme ses graphismes en noir et blanc et son orientation vers l'horreur psychologique plutôt que la violence. Cependant, Sadness se fait connaître lorsque, malgré quatre années de développement, aucune version jouable n'est présentée au public. Les difficultés de développement du jeu sont par la suite révélées, en raison de problèmes liés aux délais et de relations compliqués avec des développeurs externes. Cette situation aboutit finalement à l'annulation du jeu en 2010, ainsi qu'à la fermeture définitive de la société.

## Développement
Le 17 mars 2007, le studio Nibris décide de continuer à travailler sur Sadness malgré l'abandon du projet par l'autre développeur Frontline Studios qui collaborait jusqu'alors avec Nibris. Le jeu n'est cependant pas abandonné entièrement, puisqu'il reste toujours annoncé comme en développement.
Début avril 2010, le studio Nibris ferme et le projet Sadness est abandonné, faute d'avoir trouvé un éditeur. Arkadiusz Reikowski, le compositeur de la musique, met en ligne gratuitement les courtes démos (la plus longue dure 58 secondes) qu'il a produit pour le jeu.

## Histoire
L'histoire se passe en Ukraine, à l'époque de la Première Guerre mondiale. L'héroïne est Maria, une jeune femme qui élève son fils Alexander, qui, après un accident de train, est devenu aveugle et agit bizarrement.
Ce jeu d'horreur à l'atmosphère gothique n'est pas un jeu d'action. Il ne s'agit pas de tirer et d'accumuler les cadavres sur son passage[style à revoir]. Une ambiance lourde doit persister jusqu'au terme du jeu. Le scénario s'oriente vers la schizophrénie ou la narcolepsie. De plus, l'ensemble du gameplay est pensé pour être entièrement adapté à la Wiimote. D'après le studio de développement, le jeu est destiné aux joueurs adultes aux nerfs solides.

## Système de jeu
Concernant les utilisations de la Wiimote, celle-ci doit être le bras de Maria. Maria ne pourra pas utiliser d'armes spéciales comme un pistolet, une épée, mais ce qu'elle trouvera sur place. Avec la Wiimote, on pourra donc utiliser une torche pour faire fuir les rats, un morceau de verre pour égorger un ennemi ou encore une corde pour monter à un mur.
Le jeu sera en noir et blanc, dans le but de rendre l'atmosphère encore plus effrayante et angoissante. Nibris déclare que ce projet serait prioritaire par rapport à Raid over the River, un autre de leurs projets. Un trailer est diffusé, montrant les utilisations de la Wiimote.